# Paul Maitla
Paul Maitla (né Paul Mathiesen; 27 mars 1913 — 10 mai 1945) est un commandant estonien de la Waffen-SS pendant la Seconde Guerre mondiale. Il est l'un des quatre Estoniens à avoir reçu la Croix de chevalier de la croix de fer de l'Allemagne nazie. Il reçut cette distinction pour avoir dirigé la reconquête de la colline centrale des monts Sinimäed pendant la bataille de la ligne Tannenberg, brisant efficacement l'offensive soviétique dans ce secteur.

## Jeunesse
Paul est l'aîné de trois enfants de la famille. Son frère meurt pendant la guerre d'indépendance de l'Estonie et sa sœur décède en Estonie quelques années après la Seconde Guerre mondiale. Paul Maitla fréquente l'école primaire à Sipe à partir de 1921, Tartu Kommertsgümnaasium à partir de 1927, diplômé de l'école secondaire Poeglaste en 1934. Après avoir obtenu son diplôme, il change son nom de Mathiesen en Maitla.
En septembre 1934, Maitla entre à l'école militaire estonienne et se spécialise dans le pionnier. Il suit une formation d'officier en 1937 et obtient son diplôme en août 1938. Il est ensuite affecté au 3e bataillon d'infanterie à Valga. Le jour de l'indépendance, 1939, il est nommé par le président de l'Estonie au grade de lieutenant. En 1939 et 1940, il est instructeur de défense de l'État dans les écoles secondaires de Tartu.

## Seconde Guerre mondiale
Après l'occupation soviétique de l'Estonie en 1940, Maitla est enrôlé dans l'Armée rouge, où il sert jusqu'à sa capture par les Allemands en juillet 1941. Maitla est ensuite interné par les Allemands jusqu'en novembre 1941, date à laquelle il est libéré et rejoint le 37e bataillon de police, chargé de garder les aérodromes allemands.
À l'automne 1942, Maitla est promu lieutenant. En octobre, il rejoint la Légion estonienne. En compagnie de 113 hommes, il est envoyé en Pologne pour s'entraîner, rejoint Bad Tölz pour une formation d'officier supplémentaire. Maitla revient de l'entraînement en 1943 et est promu commandant de la 3e compagnie du 1er bataillon du 45e régiment. En avril 1943, la brigade estonienne intégrée à la Waffen SS participé aux affrontements dans la zone de Nevel, et est décoré de la Croix de fer de 2e classe le 8 décembre pour bravoure,.
Maitla est nommé Hauptsturmführer et en avril 1944, il est commandant du 1er bataillon du 45e régiment de la 20e division SS. La même année, il réussit avec son bataillon à stopper l'offensive de l'Armée rouge à Auvere au cours duquel il est décoré la Croix de fer de 1re classe. Le 29 juillet, il mène avec son bataillon une contre-attaque lors de la bataille de la ligne Tannenberg pour laquelle il reçoit la Croix de chevalier le 23 août.
En août, Maitla est affecté au groupe de combat Vent, mais tombe à nouveau malade peu de temps ce qui lui vaut une admission à l'hôpital de Tartu. Il est ensuite transféré dans un hôpital de Brégence, en Allemagne, jusqu'en janvier 1945. Maitla rejoint ensuite le 45e régiment transféré en Europe centrale. Le 20 avril 1945, il est promu Sturmbannführer.
Le sort de Paul Maitla est incertain pendant plusieurs décennies, jusqu'à ce que des informations soient découvertes en 2005 dans les archives de la ville tchèque de Nymburk. Ces archives montrent que Maitla a été arrêté le 9 mai 1945 et tué avec 4 autres soldats estoniens après la guerre le 10 mai par des communistes tchèques.

## Décorations
- Croix de fer de 2e et 1re classe
- Croix de chevalier de la croix de fer le 23 août 1944 en tant que SS-Hauptsturmführer et chef du I./Waffen-Grenadier-Regiment 45 de la SS[8],[Note 1]